# 김용건
김용건(金容建, 1946년 5월 8일~)은 대한민국의 배우이다.
1946년에 태어나 용산고등학교를 졸업했고 1966년 문화방송 특채 성우로 데뷔하였다. 같은 해에 서울중앙방송 7기 공채 탤런트에 선발되면서 배우 생활에 입문했다. 1976년 데뷔 이후 한창 연기와 인기가 절정일 때 대마초 흡연 사건에 휘말리게 되면서 연기 활동을 중단하였다. 이후 3년의 공백을 깨고 1979년 MBC 드라마 《당신은 누구시길래》로 복귀하였고, 연기력으로 시청자들의 마음을 다시 사로 잡으며 재기에 성공하였다.
1980년부터 2002년까지 23년 동안 MBC에서 방영된 국내 최장수 드라마 《전원일기》에서 김회장(최불암 분)의 큰 아들 역으로 출연하며 많은 사랑을 받았다. 다수의 작품에서 대기업 회장, 정치인 같은 높으신 분들이나 혹은 가부장적인 아버지 역으로 활발히 활동하고 있으며, 예능 프로그램 《나 혼자 산다》에서 자신의 일상 생활을 공개하고 젊은 출연자들과 자연스럽게 어울리며 중년의 멋스러운 싱글 라이프를 즐기는 중년 남성으로 호평을 얻었다.

## 학력
- 용산고등학교 졸업

## 출연 작품

### 드라마, 시트콤
| 연도          | 방송사 | 제목                                   | 역할                                   | 비고               |
| ------------- | ------ | -------------------------------------- | -------------------------------------- | ------------------ |
| 1971년        | MBC    | 일년 열두달                            |                                        |                    |
| 1972년        | MBC    | 새엄마                                 | 지혜 남편                              | 411부작            |
| 1975년        | MBC    | 신부일기                               | 주현                                   |                    |
| 1979년        | MBC    | 당신은 누구시길래                      |                                        |                    |
| 1980년        | MBC    | 백년손님                               |                                        |                    |
| 1980년        | MBC    | 딸                                     |                                        |                    |
| 1980년~2002년 | MBC    | 전원일기                               | 큰 아들, 김용진                        | 1088부작           |
| 1981년        | MBC    | 호랑이 선생님                          | 주희 부                                | 어린이 드라마      |
| 1981년        | MBC    | 제1공화국                              | 윤치영                                 | 39부작             |
| 1982년        | MBC    | 공주갑부 김갑순                        | 22부작                                 |                    |
| 1982년        | MBC    | 신미양요                               | 천주교 신자                            |                    |
| 1982년        | MBC    | 백산 안희제                            |                                        | 25부작             |
| 1982년        | MBC    | 은장도                                 |                                        | 25부작             |
| 1982년        | MBC    | 황진이                                 |                                        |                    |
| 1983년        | MBC    | 야망의 25시                            |                                        | 22부작             |
| 1983년        | MBC    | 뿌리깊은 나무                          | 노사신                                 | 29부작             |
| 1983년        | MBC    | 3840 유격대                            |                                        | 56부작             |
| 1983년        | MBC    | 다산 정약용                            |                                        | 4부작              |
| 1983년        | MBC    | 간난이                                 | 박씨                                   |                    |
| 1984년        | MBC    | 조선왕조 오백년- 설중매                | 노사신                                 | 105부작            |
| 1984년        | MBC    | 조선총독부                             | 김성수                                 |                    |
| 1984년        | MBC    | 추사 김정희                            | 권돈인                                 | 2부작              |
| 1985년        | MBC    | 영웅시대                               |                                        | 5부작              |
| 1985년        | MBC    | 조선왕조 오백년- 임진왜란              | 이항복                                 | 54부작             |
| 1986년        | MBC    | 조선왕조 오백년- 회천문                | 이항복                                 | 50부작             |
| 1986년        | MBC    | 베스트셀러극장 - 커피와 할머니         |                                        | 1부작              |
| 1987년        | MBC    | 인생화보                               | 신형욱                                 | 8부작              |
| 1987년        | MBC    | 아름다운 밀회                          |                                        | 4부작              |
| 1988년        | MBC    | 조선왕조 오백년- 인현왕후              | 김만기                                 | 71부작             |
| 1989년        | MBC    | 조선왕조 오백년- 파문                  | 정조 이산                              | 28부작             |
| 1989년        | MBC    | 제2공화국                              | 정일형                                 | 40부작             |
| 1989년        | MBC    | 대도전                                 |                                        | 8부작              |
| 1989년        | MBC    | 타오르는 강                            |                                        | 3부작              |
| 1989년        | KBS2   | 절반의 실패                            |                                        | 제8화 재혼 편      |
| 1990년        | MBC    | 배반의 장미                            | 김성준                                 | 65부작             |
| 1990년        | MBC    | 특종                                   |                                        | 2부작              |
| 1990년        | MBC    | 조선왕조 오백년 - 대원군               | 이노우에 가오루                        | 32부작             |
| 1990년        | MBC    | 반민특위                               | 장택상                                 | 3부작              |
| 1991년        | MBC    | 까치 며느리                            | 민국                                   | 73부작             |
| 1991년        | MBC    | 고궁                                   |                                        | 2부작              |
| 1992년        | KBS1   | 옛날의 금잔디                          | 윤영환                                 |                    |
| 1992년        | SBS    | SBS 소설극장 - 재회                    |                                        | 18부작             |
| 1992년        | KBS2   | 숲속의 바람                            | 홍보이사                               | 48부작             |
| 1992년        | MBC    | 여름특집극 - 4일간의 사랑              | 유진 부                                | 1부작              |
| 1993년        | MBC    | 신년특집극 - 호박은 넝쿨째 오지 않는다 | 전종수                                 | 단막극             |
| 1993년        | MBC    | 제3공화국                              | 강성국                                 | 26부작             |
| 1993년        | KBS1   | 떠도는 혼                              |                                        |                    |
| 1993년        | MBC    | 자매들                                 | 김용주                                 | 142부작            |
| 1994년        | KBS2   | 신년특집극 - 지붕 위의 남자            |                                        | 단막극             |
| 1994년        | KBS2   | 폴리스                                 | 손병도                                 | 16부작             |
| 1994년        | MBC    | 서울의 달                              | 제비족 박 선생                         | 81부작             |
| 1994년        | MBC    | MBC 베스트극장 - 조개탕 끓이는 남자    | 허만평                                 | 단막극             |
| 1995년        | MBC    | 3.1절특집극 - 노래 만들기              |                                        | 단막극             |
| 1995년        | KBS1   | 하늘 바라기                            | 고찬국                                 | 63부작             |
| 1995년        | KBS2   | TV소설 길                              | 원영                                   |                    |
| 1995년        | KBS2   | 간 큰 남자                             |                                        |                    |
| 1995년        | SBS    | 신비의 거울속으로                      | 황 전무                                | 16부작             |
| 1995년        | MBC    | 사춘기                                 | 재경 부                                | 청소년드라마       |
| 1996년        | KBS2   | 며느리 삼국지                          | 해장국집 주방보조                      | 139부작            |
| 1996년        | KBS2   | 엄마는 출장중                          | 박성일                                 | 12부작             |
| 1996년        | MBC    | 남자 셋 여자 셋                        | 우희진 부, 우용건                      | 청춘시트콤         |
| 1997년        | SBS    | 꿈의 궁전                              |                                        | 52부작             |
| 1997년        | SBS    | 여자                                   | 민지수의 외숙부                        | 53부작             |
| 1997년        | MBC    | 세번째 남자                            | 유승태                                 | 124부작            |
| 1997년        | KBS2   | 오늘은 왠지                            |                                        |                    |
| 1997년        | MBC    | 영웅신화                               | 강 회장                                | 23부작             |
| 1997년        | KBS2   | 웨딩드레스                             | 하나 부                                | 22부작             |
| 1998년        | KBS1   | 살다보면                               | 둘째 사위                              | 116부작            |
| 1999년        | MBC    | MBC 베스트극장 - 아빠 애인의 남자친구  | 민호                                   | 단막극             |
| 1999년        | SBS    | 약속                                   | 정 사장                                | 102부작            |
| 1999년        | SBS    | 토마토                                 | 김혁                                   | 16부작             |
| 1999년        | MBC    | 햇빛속으로                             | 수빈 부, 정영건                        | 16부작             |
| 1999년        | MBC    | 장미와 콩나물                          | 손대식                                 | 51부작             |
| 1999년        | MBC    | 남의 속도 모르고                       | 배달건                                 | 52부작             |
| 2000년        | SBS    | 왕룽의 대지                            |                                        | 32부작             |
| 2000년        | SBS    | 사랑의 전설                            |                                        | 24부작             |
| 2000년        | MBC    | 세 친구                                | 정의정을 짝사랑하는 노총각 삼류 극작가 | 월요시트콤, 카메오 |
| 2000년        | KBS1   | 좋은걸 어떡해                          | 김창대                                 | 190부작            |
| 2001년        | MBC    | 내 마음의 보석상자                     | 배도영                                 | 160부작            |
| 2001년        | MBC    | 맛있는 청혼                            | 장태광                                 | 16부작             |
| 2001년        | MBC    | 홍국영                                 | 우동지                                 | 40부작             |
| 2001년        | MBC    | 네 자매 이야기                         | 민 박사                                | 20부작             |
| 2001년        | MBC    | 상도                                   | 목아비 길천구                          | 50부작             |
| 2002년        | KBS2   | 내사랑 누굴까                          | 한 교수                                | 84부작             |
| 2002년        | MBC    | 로망스                                 | 이영규                                 | 16부작             |
| 2002년        | MBC    | 삼총사                                 | 서영 부, 최철곤                        | 17부작             |
| 2003년        | SBS    | 스무살                                 |                                        | 청춘드라마         |
| 2003년        | KBS2   | KBS 드라마시티 - 프랑스 인형           | 연호                                   | 단막극             |
| 2003년        | MBC    | 백조의 호수                            | 최번창                                 | 92부작             |
| 2003년        | KBS2   | 여름향기                               | 민우 부                                | 20부작             |
| 2003년        | MBC    | 나는 달린다                            | 김봉수                                 | 16부작             |
| 2003년        | KBS2   | 그녀는 짱                              | 장성택                                 | 20부작             |
| 2004년        | KBS2   | 달래네 집                              | 김용건                                 | 일일시트콤         |
| 2004년~2005년 | KBS1   | 불멸의 이순신                          | 사헌                                   | 대하드라마         |
| 2005년        | MBC    | 결혼합시다                             | 홍나영 부                              | 51부작             |
| 2005년        | KBS2   | 부모님전상서                           | 우태술                                 | 68부작             |
| 2005년        | MBC    | 제5공화국                              | 김영삼                                 | 41부작             |
| 2006년        | KBS2   | 구름계단                               | 윤 박사                                | 16부작             |
| 2006년        | MBC    | MBC 베스트극장 - 폭로                  | 박한영                                 | 단막극             |
| 2007년        | MBC    | 에어시티                               |                                        | 16부작             |
| 2007년        | MBC    | 문희                                   | 유현중                                 | 49부작             |
| 2007년        | MBC    | 그래도 좋아!                           | 서준규 회장                            | 138부작            |
| 2008년        | KBS2   | 대왕 세종                              | 토곤                                   | 86부작             |
| 2008년        | KBS2   | 엄마가 뿔났다                          | 김진규                                 | 66부작             |
| 2008년        | SBS    | 사랑해                                 | 영희/진희 부                           | 16부작             |
| 2008년        | MBC    | 밤이면 밤마다                          | 우성그룹 회장, 장오성                  | 17부작             |
| 2008년        | SBS    | 아내의 유혹                            | 구영수                                 | 129부작            |
| 2008년        | tvN    | 에필로그드라마 - 아빠가 뿔났다         | 김진규                                 |                    |
| 2009년        | KBS2   | 솔약국집 아들들                        | 오영달                                 | 54부작             |
| 2009년        | SBS    | 태양을 삼켜라                          | 유광수                                 | 25부작             |
| 2010년        | MBC    | 신이라 불리운 사나이                   | 강태호                                 | 24부작             |
| 2010년        | MBC    | 황금물고기                             | 한경산                                 | 133부작            |
| 2010년        | SBS    | 웃어요, 엄마                           | 신기봉                                 | 50부작             |
| 2010년        | MBC    | 역전의 여왕                            | 황태희 부                              | 31부작             |
| 2011년        | MBC    | 불굴의 며느리                          | 문세진                                 | 113부작            |
| 2011년~2012년 | KBS2   | 오작교 형제들                          | 차현재                                 | 58부작             |
| 2012년        | MBC    | 빛과 그림자                            | 유성준 단장                            | 64부작             |
| 2012년        | MBC    | 아랑사또전                             | 최 대감                                | 20부작             |
| 2012년        | MBC    | 아들 녀석들                            | 한병국                                 | 50부작             |
| 2013년        | SBS    | 주군의 태양                            | 주중원 부                              | 특별 출연          |
| 2013년        | MBC    | MBC 드라마 페스티벌 - 상놈탈출기       | 이호연 부, 영의정                      | 단막극             |
| 2013년        | SBS    | 세 번 결혼하는 여자                    | 김 회장                                | 40부작             |
| 2014년        | JTBC   | 밀회                                   | 서필원                                 | 16부작             |
| 2014년        | SBS    | 닥터 이방인                            | 홍찬성                                 | 특별출연           |
| 2014년        | KBS2   | 가족끼리 왜 이래                       | 문대오                                 | 53부작             |
| 2014년        | MBC    | 운명처럼 널 사랑해                     | 전지연의 아버지                        | 특별출연           |
| 2014년        | MBC    | 미스터 백                              |                                        | 16부작             |
| 2015년        | MBC    | 불굴의 차여사                          | 오동팔                                 | 111부작            |
| 2015년        | MBC    | 킬미힐미                               | 차건호                                 | 특별 출연          |
| 2016년        | MBC    | 결혼계약                               | 한성국                                 | 16부작             |
| 2016년        | tvN    | 신데렐라와 네명의 기사                 | 강종두                                 | 16부작             |
| 2017년        | tvN    | 그녀는 거짓말을 너무 사랑해            |                                        | 특별 출연          |
| 2017년        | JTBC   | 품위있는 그녀                          | 안태동                                 | 20부작             |
| 2018년        | SBS    | 착한마녀전                             | 송태준                                 | 40부작             |
| 2020년        | JTBC   | 쌍갑포차                               | 갑을마트 회장                          | 12부작             |
| 2024년        | KBS2   | 개소리                                 | 김용건                                 | 12부작             |

### 영화
| 연도   | 제목                        | 역할            | 비고      |
| ------ | --------------------------- | --------------- | --------- |
| 1969년 | 명동나그네                  |                 |           |
| 1975년 | 태풍을 일으킨 사나이        |                 |           |
| 1989년 | 25불의 인간                 |                 |           |
| 1991년 | 탄드라 부인                 |                 |           |
| 1991년 | 밀크초콜릿                  |                 |           |
| 1992년 | 걸어서 하늘까지             |                 |           |
| 2003년 | 쇼쇼쇼                      | 윤희부          |           |
| 2003년 | 대한민국 헌법 제1조         | 오만봉          |           |
| 2003년 | 나비                        | 큰형님          | 우정 출연 |
| 2003년 | 남남북녀                    | 국정원장        |           |
| 2003년 | 영어완전정복                | 영주 부         |           |
| 2004년 | 내 사랑 싸가지              | 형준 부         |           |
| 2005년 | 오로라 공주                 | 나재근          |           |
| 2006년 | 가문의 부활 - 가문의 영광 3 | 장 회장, 장정종 |           |
| 2006년 | 미녀는 괴로워               | 최회장          | 특별 출연 |
| 2009년 | 국가대표                    | 조직위원장      | 특별 출연 |
| 2012년 | 자칼이 온다                 | 안젤라남편      | 특별 출연 |
| 2013년 | 전국노래자랑                |                 | 우정 출연 |
| 2016년 | 굿바이 싱글                 | 김경춘          |           |

### 뮤직 비디오
| 연도   | 가수   | 노래                   | 비고 |
| ------ | ------ | ---------------------- | ---- |
| 2000년 | 태진아 | 〈사랑은 아무나 하나〉 |      |
| 2006년 | 이루   | 〈까만 안경〉          |      |
| 2007년 | 이루   | 〈둘이라서〉           |      |
| 2010년 | 태진아 | 〈사랑은 돈보다 좋다〉 |      |
| 2018년 | 황치열 | 〈별, 그대〉           |      |

### 텔레비전 프로그램
| 연도            | 방송사    | 제목                         | 역할                    | 비고                               |
| --------------- | --------- | ---------------------------- | ----------------------- | ---------------------------------- |
| 1994년          | MBC       | TV 청년내각                  | 문화부장관              |                                    |
| 1996년          | KBS2      | 슈퍼선데이 - 금촌댁네 사람들 |                         | 시트콤                             |
| 1997년          | KBS2      | 가족오락관                   | 게스트                  | 682회 (1997.12.03)                 |
| 2013년 ~ 2017년 | MBC       | 나 혼자 산다                 | 고정 출연 (무지개 대부) | 18회~ (2013.07.26 ~ 2017.)         |
| 2017년          | MBC       | 일밤 - 은밀하게 위대하게     | 게스트                  | 8회 (2017.01.22)                   |
| 2018년          | tvN       | 꽃보다 할배 리턴즈           | 고정 출연               | (2018.06.29 ~2018.08.24 )          |
| 2019년          | MBN       | 오늘도 배우다                | 고정 출연               | (2019.02.14 ~2019.05.06)           |
| 2019년          | tvN       | 수미네 반찬                  | 게스트                  | 68회-82회(2019.09.18 ~ 2019.12.25) |
| 2022년-2023년   | tvN STORY | 회장님네 사람들              | 출연                    | (2022.10.10 ~현재 )                |
| 2024년          | TV조선    | 조선의 사랑꾼                | VCR 출연                |                                    |
| 2024년          | 채널A     | 아빠는 꽃중년                | MC                      |                                    |

### 라디오 프로그램
| 연도   | 방송사   | 제목            | 역할   | 비고  |
| ------ | -------- | --------------- | ------ | ----- |
| 2014년 | MBC FM4U | 써니의 FM데이트 | 게스트 | [ 8 ] |

### 광고
| 연도   | 기업명                   | 제품명                             | 종류            | 공동 출연                      |
| ------ | ------------------------ | ---------------------------------- | --------------- | ------------------------------ |
| 1973년 | LG전자 (이전 금성사)     | LG 주방셋트                        | 생활가전        |                                |
| 1974년 | 진로                     | 진로 인삼주                        | 주류            |                                |
| 1987년 | 목화스폴침대인테리어     | 목화스폴침대                       | 침대            |                                |
| 1990년 | 국제약품                 | 맥스톤                             | 의약품          |                                |
| 1990년 | 세정                     | 인디안                             | 패션            |                                |
| 1990년 | 한국그락소               | 잔탁                               | 의약품          |                                |
| 1991년 | 롯데그룹                 | 롯데백화점                         | 쇼핑몰          |                                |
| 1994년 | 조선맥주                 | 하이트 맥주                        | 주류            |                                |
| 1995년 | 현대건설                 | 현대 아파트                        | 아파트건설      |                                |
| 1995년 | 삼성전자                 | 손빨래 세탁기                      | 생활가전        |                                |
| 1996년 | 쌍방울개발               | 무주덕유산리조트                   | 스키장          | 이영자                         |
| 1997년 | 목화스폴침대인테리어     | 목화스폴침대                       | 침대            |                                |
| 1999년 | CJ제일제당               | 백설 식용유                        | 식용유          | 김혜자                         |
| 2001년 | 동국제약                 | 인사돌                             | 잇몸약          |                                |
| 2001년 | (주)코리아세븐           | 세븐일레븐 후레쉬푸드, 도시락·어묵 | 편의점          | 최상학                         |
| 2004년 | CJ제일제당               | 스팸                               | 식품            | 한예슬                         |
| 2007년 | KT                       | 메가 TV                            | IPTV 서비스     | 김미소, 박슬기, 심혜진         |
| 2008년 |                          | 바리락스                           | 누진다초첨 렌즈 |                                |
| 2013년 | SK텔레콤                 | T월드다이렉트                      | 통신            |                                |
| 2015년 | SK 텔링크                | SK국제전화 00700                   | 통신            |                                |
| 2016년 | (주)메쉬코리아           | 부탁해                             | 배달앱          | 한채아                         |
| 2017년 | 롯데닷컴                 | 롯데 옴니쇼핑                      | 쇼핑 포인트     | 전현무, 박나래, 이시언, 한혜진 |
| 2021년 | 코오롱인더스트리 FNC부문 | 엘로드클럽 다이너스                | 골프용품        |                                |

## 수상 및 후보
| 연도   | 시상식           | 부문                       | 작품          | 결과 |
| ------ | ---------------- | -------------------------- | ------------- | ---- |
| 2001년 | MBC 연기대상     | TV 남자연기자 부문 특별상  | 상도, 홍국영  | 수상 |
| 2008년 | KBS 연기대상     | 남자 조연상                | 엄마가 뿔났다 | 수상 |
| 2008년 | KBS 연기대상     | 베스트 커플상(with 장미희) | 엄마가 뿔났다 | 수상 |
| 2013년 | MBC 방송연예대상 | 우정상                     | 나 혼자 산다  | 수상 |
| 2015년 | MBC 방송연예대상 | 우정상                     | 나 혼자 산다  | 수상 |
| 2024년 | KBS 연기대상     | 조연상                     | 개소리        | 수상 |

## 사건 사고
- 1976년 2월, 대마초 흡연 사건에 휘말리게 되면서 배우 활동을 중단하였다.[2] 김용건이 방위로 군복무하던 시절인 1976년 가수와 코미디언 등으로 구성된 위문단이 그가 있던 부대를 찾았고, 당시 위문단 중 무대 뒤에서 대마초를 피우다 적발된 10여 명의 동료들과 함께 대마초 흡연 혐의를 받은 것이다. 실제로 그는 대마초를 피우지 않았지만 동료들을 위해 혼자 죄를 뒤집어 쓰기를 자청했다고 한다.[2]
- 39살 연하의 A씨와 2008년부터 좋은 관계를 유지해왔으며 A씨가 혼전임신을 하자 출산과 관련해 갈등을 빚었고 2021년 8월 낙태 강요미수 혐의로 고소당했다. 2021년 11월 아들을 출산했으며 유전자검사를 의뢰했고 친자확인 결과를 통보받았다.

## 가족
- 배우자 고경옥
- 자녀 장남 하정우, 차남 차현우, 삼남(혼외자, 2021년 11월 출생), 며느리 황보라